# Ukrainische Nachrichten
«Ukrainische Nachrichten» — двотижневик, видання Союзу Визволення України у Відні 1914 — 19, видавець М. Троцький, ред. О. Бакинський (з листопада 1915 В. Біберович і ред. колеґія).
Інформації про політичне і культурне життя України; переклади української класичної літератури (О. Грицая). Наклад журналу пересічно 4 000.
Редакція знаходилася у Відні на Йозефштедтерштрассе 79, з грудня 1914 — на Цельтгассе 3-5.